# Bund von Briançon
Der Bund von Briançon (auch Escartons du Briançon und Republik von Briançon genannt) war ein Zusammenschluss von Gemeinden mehrerer oberer Talregionen beiderseits des Alpenhauptkamms um den Col de Montgenèvre in den Cottischen Alpen.
Der oft auch als „Bauernrepublik“ bezeichnete Bund von Briançon bestand von 1343 bis 1713. Escart bedeutete die Verteilung der Rechte und Pflichten unter den gleichberechtigten Talschaften.
1343 erwarben Vertreter der ursprünglich vier Escartons
- Briançon
- Queyras
- Oulx (oberes Susatal)
- Casteldelfino (oberes Varaita-Tal mit den Seitentälern von Bellino und Pontechianale)

von Humbert II., dem Dauphin von Viennois, die grundherrschaftlichen Rechte an diesen Gebieten und begründeten eine Selbstverwaltung. Frankreich, an das die Region 1349 überging, bestätigte die Privilegien der Escartons. Als fünftes Escarton kam Pragelato, das heutige Val Chisone, hinzu.
Dieser Zusammenschluss wurde bis 1713 aufrechterhalten, als mit dem Vertrag von Utrecht am Ende des Spanischen Erbfolgekrieges die Grenze verlegt wurde und Oulx, Casteldelfino und Pragelato Savoyen zugeschlagen wurden.